# Mike Singleton (concepteur de jeux)
Pour les articles homonymes, voir Mike Singleton et Singleton.
Mike Singleton  né le 21 février 1951 à Ellesmere Port dans le Cheshire et mort le 10 octobre 2012 en Suisse, est un concepteur anglais de jeux vidéo qui a écrit plusieurs titres pour le ZX Spectrum durant les années 1980. Ses titres incluent :  The Lords of Midnight, Doomdark's Revenge, Dark Sceptre, War in Middle Earth et Midwinter. Avant le développement de jeux vidéo, Mike Singleton était enseignant dans sa ville natale d'Ellesmere Port.

## Début de carrière
Mike Singleton est à l'origine un enseignant et commence à programmer à la fin des années 1970, en écrivant Computer Race, un jeu de course de chevaux qu'il conçoit pour un magasin de paris sur le Commodore PET. Il commence ensuite à travailler sur des jeux d'arcade pour le Pet, en travaillant avec PetSoft, où il écrit Space Ace en langage machine 6502. Le jeu bat les records de vente de l'époque en se vendant à trois cents exemplaires.
L'association de Mike Singleton avec PetSoft s'avère de courte durée, car PetSoft, qui doit conclure un contrat avec Sinclair Research à Cambridge pour écrire un logiciel pour le nouveau ZX80, perd le marché au profit de Psion. Mike Singleton contacte l'inventeur et entrepreneur britannique Clive Sinclair qui lui demande d'envoyer ses jeux. Il est ensuite invité à visiter le site de Cambridge et à travailler sur un logiciel pour leur tout nouveau micro ZX81.
Mike Singleton s'en sert comme plate-forme pour son projet GamesPack1. GamesPack1 est une série de jeux, chacun tenant dans seulement 1 kilooctet de mémoire. C'est l'un des premiers logiciels commerciaux écrits pour le ZX81, et il connaît un succès fulgurant, se vendant à 90 000 exemplaires, rapportant à Singleton 6 000 £  pour ses efforts, et ne lui ayant pris que deux semaines pendant les vacances de Noël pour le terminer.

## L'âge d'or de la micro-informatique domestique
Alors que l'écriture de jeux d'arcade lui permet de gagner sa vie, Mike Singleton, qui a pris sa retraite de l'enseignement en 1982 pour devenir concepteur de jeux indépendant à plein temps, est de longue date un joueur de guerre à l'ancienne, accroché dès son plus jeune âge aux jeux de plateau de guerre et aux jeux de stratégie par correspondance (PBM), travaillant pendant un temps sur Seventh Empire, un jeu PBM qu'il a créé pour le magazine Computer and Video Games (C&VG), qui donne finalement naissance à Beyond Software (en) lorsque Terry Pratt, rédacteur en chef de C&VG, prend la direction de Beyond.

## Liste de jeux
| Titre                                  | Distributeur          | Année | Plate-forme                  |
| -------------------------------------- | --------------------- | ----- | ---------------------------- |
| Space Ace                              | PetSoft               | 1981  | Commodore PET                |
| GamesPack1                             | Sinclair Research Ltd | 1981  | ZX81                         |
| Shadowfax                              | Postern               | 1982  | BBC, C64/VIC-20, ZX Spectrum |
| Siege                                  | Postern               | 1983  | C64/VIC-20, Spectrum         |
| Snake Pit                              | Postern               | 1983  | C64/Animal/VIC-20, Spectrum  |
| 3-L'Espace Profond                     | Postern               | 1983  | C64/VIC-20, Spectrum         |
| The Lords of Midnight                  | Beyond Software (en)  | 1984  | Amstrad, C64, Spectrum       |
| Doomdark's Revenge (en)                | Beyond                | 1985  | Amstrad, C64, Spectrum       |
| Quake Minus One (en)                   | Beyond Software (en)  | 1985  | C64                          |
| Throne of Fire                         | Melbourne House       | 1986  | Spectrum                     |
| Dark Sceptre (en)                      | Beyond Software (en)  | 1986  | Spectrum                     |
| J. R. R. Tolkien's War in Middle Earth | Melbourne House       | 1988  | Spectrum                     |
| Star Trek: The Rebel Universe          | Telecomsoft           | 1988  | C64                          |

| Titre                                | Distributeur                 | Année | Plate-forme         |
| ------------------------------------ | ---------------------------- | ----- | ------------------- |
| Star Trek: Les Rebelles De L'Univers | Simon & Schuster Interactive | 1987  | Atari ST, PC        |
| L'Espace De Coupe                    | Melbourne House              | 1987  | Amiga               |
| La guerre dans la Terre du Milieu    | Melbourne House              | 1988  | Atari ST, Amiga, PC |
| Moulin à vent                        | Firebird Logiciel            | 1988  | Atari ST, Amiga     |
| Midwinter                            | Rainbird Software            | 1989  | Atari ST, Amiga, PC |
| Midwinter II: Flames of Freedom      | MicroProse                   | 1990  | Atari ST, Amiga, PC |
| Grimblood                            | Virgin Interactive           | 1990  | Atari ST, Amiga     |
| Ashes of Empire                      | Mirage                       | 1991  | Amiga, PC           |
| Starlord                             | MicroProse                   | 1993  | Amiga, PC           |
| Lords of Midnight: The Citadel (en)  | Domark                       | 1995  | PC                  |
| The Ring Cycle                       | Psygnosis                    | 1995  | PC                  |

| Titre                                     | Distributeur                    | Année | Plate-forme        |
| ----------------------------------------- | ------------------------------- | ----- | ------------------ |
| HSX: HyperSonic Xtreme                    | Midas Interactive Entertainment | 2002  | PlayStation        |
| Indiana Jones et le Tombeau de l'empereur | LucasArts                       | 2003  | Mac, PC, PS2, Xbox |
| Wrath Unleashed                           | LucasArts                       | 2004  | PS2, Xbox          |
| Gauntlet: Seven Sorrows                   | Midway Home Entertainment       | 2005  | PS2, Xbox          |
| Race Driver: GRID                         | Codemasters                     | 2008  | PC, PS3, Xbox 360  |